# Râul Sturișori
Râul Sturișori este un curs de apă, afluent de dreapta al râului Lotru. 

## Hărți
- Harta Munții Lotrului  Arhivat în 6 mai 2008, la Wayback Machine.